# Agave underwoodii
Agave underwoodii ist eine Pflanzenart aus der Gattung der Agaven (Agave).

## Beschreibung

### Vegetative Merkmale
Agave underwoodii wächst mit einzelnen Rosetten. Ihre grünen, mehr oder weniger schmal lanzettlichen, allmählich oder spitz zulaufenden Laubblätter sind konkav. Ihre Blattspreite ist 100 bis 200 Zentimeter lang und 20 bis 25 Zentimeter breit. Der Blattrand ist gerade oder etwas konkav. An ihm befinden sich 2 bis 5 Millimeter lange, braune oder kastanienbraune Randzähne, die etwa 10 Millimeter (extrem selten bis zu 30 Millimeter) voneinander entfernt stehen. Die ziemlich stark dreieckigen Randzähne sind gerade oder etwas gebogen oder manchmal (meist abwärts) gehakt und entspringen einer linsenförmigen Basis. Der braune, ziemlich matte, glatte oder etwas aufgeraute Enddorn ist dreikantig-konisch oder etwas pfriemlich, gerade oder etwas aufgebogen. Er ist bis zu seiner Mitte oder darüber hinaus offen gefurcht oder besitzt einen einwärts gebogenen Rand. Der Enddorn ist 15 bis 25 Millimeter lang, herablaufend  und auf seiner Rückseite etwas in das grüne Blattgewebe eingedrückt.

### Blütenstände und Blüten
Der breite, „rispige“ Blütenstand erreicht eine Länge von 4 bis 8 Meter. Die Teilblütenstände befinden sich auf scharf zurückgebogenen Ästen im oberen Viertel des Blütenstandes. Die Blüten sind 40 bis 55 Millimeter lang. Ihre Perigonblätter sind goldgelb. Die Zipfel sind 15 bis 20 Millimeter lang. Die konische, gefaltete Blütenröhre weist eine Länge von etwa 8 Millimeter auf. Der Fruchtknoten ist 25 bis 35 Millimeter lang.

### Früchte
Die schmal länglichen Früchte sind 4 bis 4,5 Zentimeter lang und 1,5 Zentimeter breit. Sie sind gestielt und geschnäbelt.

## Systematik und Verbreitung
Agave underwoodii ist im Westen von Kuba verbreitet.
Die Erstbeschreibung durch William Trelease wurde 1913 veröffentlicht.

## Nachweise